# Município de Steubenville (condado de Jefferson, Ohio)
O município de Steubenville (em inglês: Steubenville Township) é um município localizado no condado de Jefferson, no estado estadounidense de Ohio. No ano de 2010 tinha uma população de 4.319 habitantes e uma densidade de 212,92 pessoas por km².

## Geografia
O município de Steubenville encontra-se localizado nas coordenadas 40° 19′ 27″ N, 80° 38′ 12″ O. Segundo a Departamento do Censo dos Estados Unidos, o município tem uma superfície total de 20.28 km², da qual 19.5 km² correspondem a terra firme e (3.88%) 0.79 km² é água.

## Demografia
Segundo o censo de 2010, tinha 4.319 habitantes residindo no município de Steubenville. A densidade populacional era de 212,92 hab./km². Dos 4.319 habitantes, o município de Steubenville estava composto pelo 94.81% brancos, o 3.17% eram afroamericanos, o 0.23% eram amerindios, o 0.07% eram asiáticos, o 0.09% eram de outras raças e o 1.62% pertenciam a duas ou mais raças. Do total da população o 0.74% eram hispanos ou latinos de qualquer raça.